# IFK Paris
 (juillet 2025).
Maillots
Fondé en 1989, l’IFK Paris est le tout premier club de floorball français, pionnier dans l’introduction et le développement de ce sport en France. Basé à Paris, le club évolue aujourd’hui en Division 1, le plus haut niveau du championnat national.
Grâce à son histoire riche et son engagement constant, l’IFK Paris s’est imposé comme une référence du floorball français. Le club a remporté six titres de champion de France, couronnant son succès en 2009, 2010, 2011, 2015, 2016 et 2018.
Fort de ses racines parisiennes et de son rôle historique, l’IFK Paris continue de porter haut les couleurs de la capitale dans l’élite du floorball français.

## Histoire
Fondé en 1989, l’IFK Paris a vu ses premiers joueurs s’entraîner dans un lieu pour le moins atypique : le garage de l’ambassade de Suède. Ce n’est qu’à l’aube des années 2000 que le club trouve un cadre plus adapté, en intégrant le gymnase Biancotto, situé dans le 17ᵉ arrondissement de Paris.
Depuis la saison 2004-2005, l’IFK Paris évolue au gymnase de Courcelles (Paris 17e).
L’une des particularités du club réside dans sa diversité culturelle, qui fait sa richesse : dès sa création, des joueurs de multiples nationalités se sont rassemblés autour de la passion commune pour le floorball. Pendant plus de deux décennies, la présidence du club a été traditionnellement assurée par des Suédois, en hommage aux origines scandinaves du sport. Cette tradition a pris fin en 2011 avec l’élection de Gwenaël Wagner, premier président de nationalité française, marquant ainsi un tournant dans l’histoire du club.

### Les débuts en tournois amicaux
Entre 2000 et 2004, l’IFK Paris participe à de nombreux tournois, marquant ainsi ses premiers pas sur la scène internationale. Parmi les compétitions notables figurent les tournois Stimulo et Atom Cup en Belgique, où le club se forge une expérience précieuse face à des équipes étrangères.
Cette période est également charnière dans le développement du club : c’est à ce moment-là que l’IFK Paris commence à construire une base solide, en intégrant enfin des joueurs de nationalité française. Ce tournant permet au club de diversifier ses effectifs tout en posant les fondations de son avenir compétitif.

### Depuis l'existence du premier championnat de France en 2004
La saison 2004-2005 marque un tournant historique pour le floorball en France avec l'organisation du tout premier championnat national. L'IFK Paris y participe en tant que pionnier, aux côtés des Rascasses de Marseille et des Floorball Canonniers Nantes, tandis que d’autres clubs en devenir, comme les Dragons Bisontins et Orléans, commencent à poser leurs bases. Cette première édition se conclut sur une finale intense, où l'IFK Paris s'incline face aux Rascasses de Marseille sur le score de 13-6. Malgré la défaite, ce championnat est une étape fondatrice pour la structuration du floorball français.
Lors des trois saisons suivantes, l'IFK Paris se hisse à nouveau en finale, confirmant sa place parmi les clubs majeurs du pays. Toutefois, la consécration se fait attendre :
- Lors de la saison 2005-2006, l'IFK Paris s'incline face aux Rascasses de Marseille en prolongation mort subite, sur un score haletant de 4-3.
- La saison suivante, en 2007-2008, l'histoire se répète avec une nouvelle défaite en finale, cette fois-ci contre le PUC (Paris Université Club), toujours en prolongation mort subite, sur le score serré de 2-1.

Ces défaites cruelles forgent un esprit de résilience au sein du club, déterminé à briser cette série noire. Il faudra attendre la cinquième participation de l'IFK Paris pour que les efforts portent enfin leurs fruits : lors de la saison 2008-2009, l'IFK Paris remporte son premier titre de champion de France. Une victoire en finale face aux Rascasses de Marseille, par 8-5, vient récompenser des années de persévérance.
Ce succès marque le début d’une période dorée pour l’IFK Paris. Dès la saison suivante (2009-2010), le club réédite l’exploit en s’imposant contre le PUC sur le score de 7-2. La saison 2010-2011 confirme cette domination avec une troisième victoire consécutive, remportée sur le score de 8-3, une nouvelle fois contre le PUC.
Ces trois titres consécutifs inscrivent l'IFK Paris au sommet du floorball français, témoignant de sa montée en puissance et de son rôle central dans le développement de ce sport en France.

## Identité du club

### Logos
Le premier logo de l'IFK Paris se distinguait par une esthétique simple et traditionnelle. Il présentait le nom du club en lettres bleues sur un fond jaune éclatant. Une balle de floorball, discrètement posée sur le 'I', symbolisait le sport, tandis qu'une Tour Eiffel stylisée remplaçait le 'A', affirmant l'identité parisienne du club.

En 2013, le club décide de moderniser son identité visuelle tout en adoptant un style résolument vintage. Le nouveau logo prend une forme circulaire, inspirée des emblèmes classiques, et recentre la Tour Eiffel stylisée héritée du premier logo. Sobre et intemporel, ce design évoque à la fois l'attachement aux origines du club et une volonté d'afficher une image élégante et authentique.

## Palmarès

### Compétitions officielles
- Championnat de France de Floorball D1 :

| Saison    | Classement final      | Détails                                                                        |
| --------- | --------------------- | ------------------------------------------------------------------------------ |
| 2004-2005 | 🥈 Vice-champion      | Défaite en finale contre les Rascasses de Marseille (6-13)                     |
| 2005-2006 | 🥈 Vice-champion      | Défaite en finale contre les Rascasses de Marseille en prolongation (3-4)      |
| 2006-2007 | 🥉 Troisième          | Victoire lors du match pour la 3ᵉ place contre les Canonniers de Nantes (10-3) |
| 2007-2008 | 🥈 Vice-champion      | Défaite en finale contre le Paris Université Club (1-2)                        |
| 2008-2009 | 🏆 Champion           | Victoire en finale contre les Rascasses de Marseille (8-5)                     |
| 2009-2010 | 🏆 Champion           | Victoire en finale contre le PUC (7-2)                                         |
| 2010-2011 | 🏆 Champion           | Victoire en finale contre le PUC (8-3)                                         |
| 2011-2012 | 🥉 Troisième          | Victoire lors du match pour la 3ᵉ place contre le PUC                          |
| 2012-2013 | 🥈 Vice-champion      | Défaite en finale contre les Phenix de Wasquehal (0-4)                         |
| 2013-2014 | 🥈 Vice-champion      | Défaite en finale contre les Trolls d'Annecy (3-4)                             |
| 2014-2015 | 🏆 Champion           | Victoire en finale contre les Phenix de Wasquehal (5-4)                        |
| 2015-2016 | 🏆 Champion           | Victoire en finale contre les Dragons de Besançon                              |
| 2016-2017 | 🥉 Troisième          | Victoire lors du match pour la 3ᵉ place                                        |
| 2017-2018 | 🏆 Champion           | Victoire en finale contre les Dragons de Besançon (7-6)                        |
| 2018-2019 | 🥈 Vice-champion      | Défaite en finale contre les Dragons de Besançon (6-10)                        |
| 2019-2020 | ❌ Saison annulée     | En raison de la pandémie de COVID-19                                           |
| 2020-2021 | ❌ Saison annulée     | En raison de la pandémie de COVID-19                                           |
| 2021-2022 | 🔸 Quart de finaliste | Élimination en quart de finale                                                 |
| 2022-2023 | 🔸 Demi-finaliste     | Élimination en demi-finale                                                     |
| 2023-2024 | 🔸 Demi-finaliste     | Élimination en demi-finale contre les Dahuts de Sévrier                        |

- EuroFloorball Challenge (3e niveau européen)
  - 4e Place (1) - 2018 - Madrid 
  - 4e Place (1) - 2016 - Budapest 
  - 3e Place (1) - 2014 - Zielonka 
  - 3e Place (1) - 2011 - Rome 
  - 4e Place (1) - 2010 - Oslo 
  - 5e Place (1) - 2009 - Leoben
- EuroFloorball Cup
  - 6e Place (1) - 2015 - Cesis

## Récompenses individuelles

### Compétitions officielles
- Division 1 - Meilleur Pointeur du championnat D1
  - 2015 : Edin Dagasan  (54 pts / 12 matchs)
  - 2012 : Linus Davidsson  (37 pts / 12 matchs)
  - 2011 : Linus Davidsson  (42 pts / 12 matchs)
  - 2010 : Sylvain Dupuis  (38 pts / 9 matchs)
  - 2009 : Linus Davidsson  (22 pts / 10 matchs)
  - 2008 : Linus Davidsson  (28 pts / 10 matchs)
  - 2007 : Linus Davidsson  (22 pts / 6 matchs) - Sylvain Dupuis  (22 pts / 9 matchs)
  - 2005 : Anders Eriksson  (12 pts / 4 matchs)
- Division 1 - Meilleur Buteur du championnat D1
  - 2015 : Sylvain Dupuis  (32 buts / 12 matchs)
  - 2010 : Sylvain Dupuis  (28 buts / 9 matchs)
  - 2009 : Sylvain Dupuis  (17 buts / 10 matchs)
  - 2008 : Sylvain Dupuis  (15 buts / 10 matchs) - Linus Davidsson  (15 buts / 10 matchs)
  - 2007 : Linus Davidsson  (14 buts / 6 matchs)
  - 2005 : Anders Eriksson  (6 buts / 4 matchs)
- Division 1 - Meilleur Passeur du championnat D1
  - 2015 : Edin Dagasan  (32 assists / 12 matchs)
  - 2014 : Vojta Slaby  (15 assists / 12 matchs)
  - 2011 : Linus Davidsson  (17 assists / 12 matchs)
  - 2010 : Linus Davidsson  (20 assists / 9 matchs)
  - 2008 : Linus Davidsson  (13 assists / 10 matchs)
  - 2007 : Sylvain Dupuis  (11 assists / 9 matchs)
- Division 1 - Meilleur Gardien du championnat D1
  - 2009 : Ari Saaranen
- Division 1 - Meilleur joueur du championnat D1
  - 2008 : Linus Davidsson
- Division 1 - Meilleur Joueur de la finale du championnat D1
  - 2019 : Linus Davidsson 
  - 2018 : Petrus Kaartinen 
  - 2016 : Sylvain Dupuis 
  - 2008 : Benjamin Meynard

## Entraîneurs
- 2024 - ? : ?
- 2023 - 2024 : Sylvain Dupuis
- 2022 - 2023 : ?
- 2008 - 2022 : Sylvain Dupuis
- 2001 - 2008 : Jérôme Joaille